# レスト・チェン
レスト・チェン（陳正道、Leste Chen、1981年3月3日 - ）は、台湾台北市出身の映画監督。

## 人物
高校生の頃、『オール・アバウト・マイ・マザー』と『イディオッツ』を観て映画に目覚めた。中原大学在学中に監督した短編『狂放』がヴェネツィア国際映画祭に出品され、映画が自分の道だと確信した。2005年、ホラー映画『DEATH HOUSE ＜デスハウス＞ -悪魔の館-』で長編初監督。2006年に監督した青春映画『花蓮の夏』で名声が高くなった。映画監督のかたわら五月天、蔡依林、梁静茹、楊丞琳らのミュージック・ビデオも監督している。台湾と大陸の両方で活躍する監督である。

## 監督作品

### 映画
- 狂放（2004年）※短編
- 未來（2005年）※短編
- 『DEATH HOUSE ＜デスハウス＞ -悪魔の館-』宅變（2005年）
- 『花蓮の夏』盛下光年（2006年）
- 島（2008年）
- 四夜奇譚之愛在微博蔓延時（2010年）※オムニバスの一編
- 敢不敢（2011年）※短編
- 天亮之前（2011年）※短編
- 還魂記（2011年）
- 『ラブ・オン・クレジット』幸福額度（2011年）
- 率性生活之末日逆襲（2012年）
- 再一次心跳（2012年）※短編
- 『101回目のプロポーズ～SAY YES～』101次求婚（2013年）
- 『眠れぬ夜のカルテ』催眠大師（2014年）
- 『20歳よ、もう一度』重返20歲（2015年）
- 『記憶の中の殺人者』記憶大師（2017年）
- 秘密訪客（2021年）
- 『この夏の先には』盛夏未來（2021年）
- 『美味しいロマンス THE MOVIE』愛很美味（2023年）

### テレビ・WEBドラマ
- 『千年のシンデレラ～Love in the Moonlight～』結愛·千歳大人的初恋（2018年）
- 『摩天楼のモンタージュ～Horizon Tower～』摩天大楼（2020年）
- 『美味しいロマンス』愛很美味（2021年）
- 仿生人間（2023年）
- 回魂計（2025年）